# بلال الوادي
بلال محمود الوادي هو أكاديمي أردني من أصول فلسطينية (مواليد 21 مارس 1988)، ويعتبر أصغر خرّيج لدرجة الماجستير بالأردن ، تم تعيينه سابقاً مستشاراً إعلامياً ومتحدثاً رسمياً بمنظمة الكونجرس الإسلامي الأمريكي ، وهو مؤسس ونائب رئيس الجمعية الأردنية لريادة الأعمال، وقد توّجته الكلية الأمريكية في دبي كأفضل مستشار ومطوّر للمشاريع الريادية في الشرق الأوسط لعام 2019، إضافةً إلى أنه أحد خبراء معهد الإدارة الأمريكي بالولايات المتحدة الأمريكية وعضو بالهيئة الاستشارية فيه.
له العديد من المؤلفات من الكتب العلمية المحكمة والبحوث العلمية المنشورة في مجلات دولية مرموقة، كما أنه كاتب متخصص في ريادة الأعمال والابتكار بصحف عربية مختلفة، منها صحيفة الرأي (صحيفة أردنية) وصحيفة الدستور (جريدة أردنية) الأردنية وصحيفة الجزيرة (جريدة سعودية) ومجلة الإعلامي الكويتية ومجلة رواد الأعمال العربية.

## المؤتمرات الدولية
شارك في العديد من المؤتمرات والقمم العربية والدولية كمتحدث رئيسي، والتي من أهمها: 

- القمة العالمية لريادة الأعمال – ماليزيا

- القمة العربية لريادة الأعمال – مصر

- مؤتمر الأمم المتحدة للتجارة والتنمية 2016 وقمّة قادة العالم ومنتدى الاستثمار العالمي – كينيا.

- منتدى الشباب العربي – مصر 

## الجوائز الدولية
- جائزة الأعمال الدولية والتميز الأكاديمي– 2019.

- الجائزة الدولية للباحث المتميز - فئة الشباب – 2015.

- الجائزة العربية لريادة الأعمال والتنمية البشرية رفيعة المستوى / جامعة الدول العربية – 2013.

- جائزة المدرب العربي المعتمد / جامعة الدول العربية – 2015.

- جائزة البحث العلمي لطلبة الجامعات الأردنية – 2010.

- جائزة الحسن للشباب - 2007